# Syzeuctus cribrosimimus
Syzeuctus cribrosimimus är en stekelart som beskrevs av Pierre L. G. Benoit 1959. Syzeuctus cribrosimimus ingår i släktet Syzeuctus och familjen brokparasitsteklar. Inga underarter finns listade i Catalogue of Life.